# Ikramullah Mehsud
Ikramullah Mehsud (ur. 28 grudnia 1953) – pakistański urzędnik i dyplomata.
Pełnił funkcję dyrektora (1992-1995) i dyrektora generalnego Foreign Service of Pakistan (2003-2004).
Był pracownikiem placówek dyplomatycznych w Hadze (1984-1986), Moskwie (1988-1991), Ałmaty (1996-2000) i Dżalalabadzie (2001-2002). W sierpniu 2004 został mianowany ambasadorem w Tadżykistanie. Funkcję tę pełnił do stycznia 2008. Od 17 stycznia 2008 jest ambasadorem w Bahrajnie.